# بوب بينيت (لاعب كرة قاعدة)
بوب بينيت (بالإنجليزية: Bob Bennett)‏ هو لاعب كرة قاعدة أمريكي، ولد في 22 يونيو 1933.